# Larbaâ (Tissemsilt)
Pour les articles homonymes, voir Larbaâ.
Larbaa est une commune de la wilaya de Tissemsilt, en Algérie, située à 20 km à l'ouest de Lazharia et à plus de 70 km du chef-lieu de wilaya Tissemsilt.